# Eurallumina
EurAllumina S.p.A. era un'azienda italiana che operava nel settore metallurgico, occupandosi della produzione di ossido di alluminio, ricavato dalla lavorazione della bauxite e prodotto intermedio nel ciclo dell'alluminio. L'impianto, unico attivo nel settore della raffinazione della bauxite nel Mediterraneo, ha una capacità produttiva di 1.1 milioni di tonnellate/anno.

## Storia
EurAllumina viene fondata nel 1968 come società di cui sono soci: l'italiana Alsar (Gruppo MCS - Società Mineraria Carbonifera Sarda poi confluita nell'Efim); la australiana Comalco Aluminium Company, il gruppo industriale svizzero Alusuisse e la Metalgesellschaft, società tedesca di Francoforte.
La EurAllumina nasce per provvedere alla costruzione e alla gestione di un impianto a Portovesme dedito alla produzione di allumina da bauxite aggredite da soda caustica.
La Comalco aveva in gestione le miniere a cielo aperto di Weipa, ma anche un impianto di Gladstone nel Queensland , progettato e costruito dalla americana Kaiser Engineering di Oakland in California. La Comalco ottiene che alla Kaiser sia assegnato il project management dello stabilimento di Portovesme. L'intenzione è quella di adeguare l'impianto di Gladstone alle maggiori dimensioni del nuovo stabilimento e posizionarlo negli 80 ettari destinati a quell'impianto.
Lo stabilimento è infatti inserito all'interno di un polo produttivo di alluminio primario (Alsar e Comsal, oggi Alcoa) nel quale sono state accentrate tutte le attività italiane di fabbricazione di alluminio, tra cui anche quelle della società Alumetal del gruppo Montedison.
La bauxite lavorata nell'Eurallumina veniva portata via mare dall'Australia dove all'epoca si stava sviluppando una miniera a cielo aperto (oggi la più grande miniera di bauxite nel mondo) a Weipa nel Queensland. Per il trasporto all'Eurallumina della bauxite australiana si costruiranno successivamente due navi portarinfuse, la Sardinia Weipa e la Sardinia Sulcis.
Alumetal si fonderà poi con Alsar dando vita ad Alluminio Italia, che diventerà poi Alumix (dopo la denominazione Aluminia), la holding di Eurallumina.
Nel 1998 Alumix cede totalmente il suo 52.1% in Eurallumina a Comalco Ltd e Glencore AG che diventeranno unici azionisti di Eurallumina con rispettivamente il 56.2% ed il 43.8%.
Nel 2000 ha realizzato 260 miliardi di lire di fatturato.
Nel 2006 Rio Tinto Aluminium (nuova denominazione di Comalco) cede il 56.2% della società al gruppo russo Rusal, che nel 2007 si fonderà con Glencore determinando la nascita di United Company Rusal Limited, azionista unico al 100% di Eurallumina.
Nel 2009 la situazione economica mondiale ha messo in crisi anche il settore dell'alluminio facendo precipitare la domanda e, di conseguenza, il prezzo dei metallo sui mercati internazionali, portando dunque alla chiusura delle attività di Eurallumina nel marzo del 2009 e alla messa in cassa integrazione oramai da nove anni dei 450 dipendenti diretti.
Qualche decina di dipendenti sono ancora oggi presenti all'interno dello stabilimento per il mantenimento dello stesso.
Sono tuttora in corso trattative con tutti gli stakeholders per la riapertura dello stabilimento.Il progetto prevede l'installazione di una centrale a carbone nell'impianto per la produzione dell'energia elettrica necessaria. (Fonte; Eurallumina)
Il 30% del prodotto Eurallumina veniva venduto all'impianto prospiciente di Alcoa per la trasformazione in alluminio, un'altra percentuale dello stesso prodotto era diretto a Cagliari presso Fluorsid mentre la parte rimanente viene spedito via nave agli altri stabilimenti della stessa Rusal.

## Fonti
- gliitaliani.it. URL consultato il 3 novembre 2010 (archiviato dall'url originale il 31 ottobre 2010).
- La Nuova Sardegna, su ricerca.gelocal.it. URL consultato il 3 novembre 2010 (archiviato dall'url originale il 13 marzo 2016).
- Senato.it (PDF).
- Portoscuso.com.
- web.tiscali.it.
- quinews.it.
- Senato.it.
- sardinews.it (PDF)[collegamento interrotto].
- minerals.usgs.gov (PDF).
- Repubblica.it, su ricerca.repubblica.it.
- eurofound.europa.eu.
- L'Unione Sarda.it [collegamento interrotto], su edicola.unionesarda.it.
- impresamia.com. URL consultato il 3 novembre 2010 (archiviato dall'url originale il 21 ottobre 2010).